# Valcabado
Valcabado ist ein nordwestspanischer Ort und eine Gemeinde (municipio) mit 415 Einwohnern (Stand: 2024) im Osten der Provinz Zamora der Autonomen Gemeinschaft Kastilien-León. 

## Lage
Valcabado liegt in der kastilischen Hochebene in einer Höhe von etwa 680 m. In der Gemeinde liegt das Autobahndreieck der Autovía A-11 mit der Autovía A-66. Das Stadtzentrum der Provinzhauptstadt Zamora ist nur etwa sechs Kilometer (Fahrtstrecke) in südlicher Richtung entfernt. Das Klima im Winter ist durchaus kalt, im Sommer dagegen warm bis heiß; die eher spärlichen Regenfällefallen verteilt übers ganze Jahr.

## Bevölkerungsentwicklung
| Jahr      | 1970 | 1981 | 1991 | 2001 | 2011 | 2021 |
| Einwohner | 397  | 352  | 333  | 352  | 318  | 397  |

## Sehenswürdigkeiten
- Kirche Mariä Himmelfahrt (Iglesia de Santa María de la Asunción)

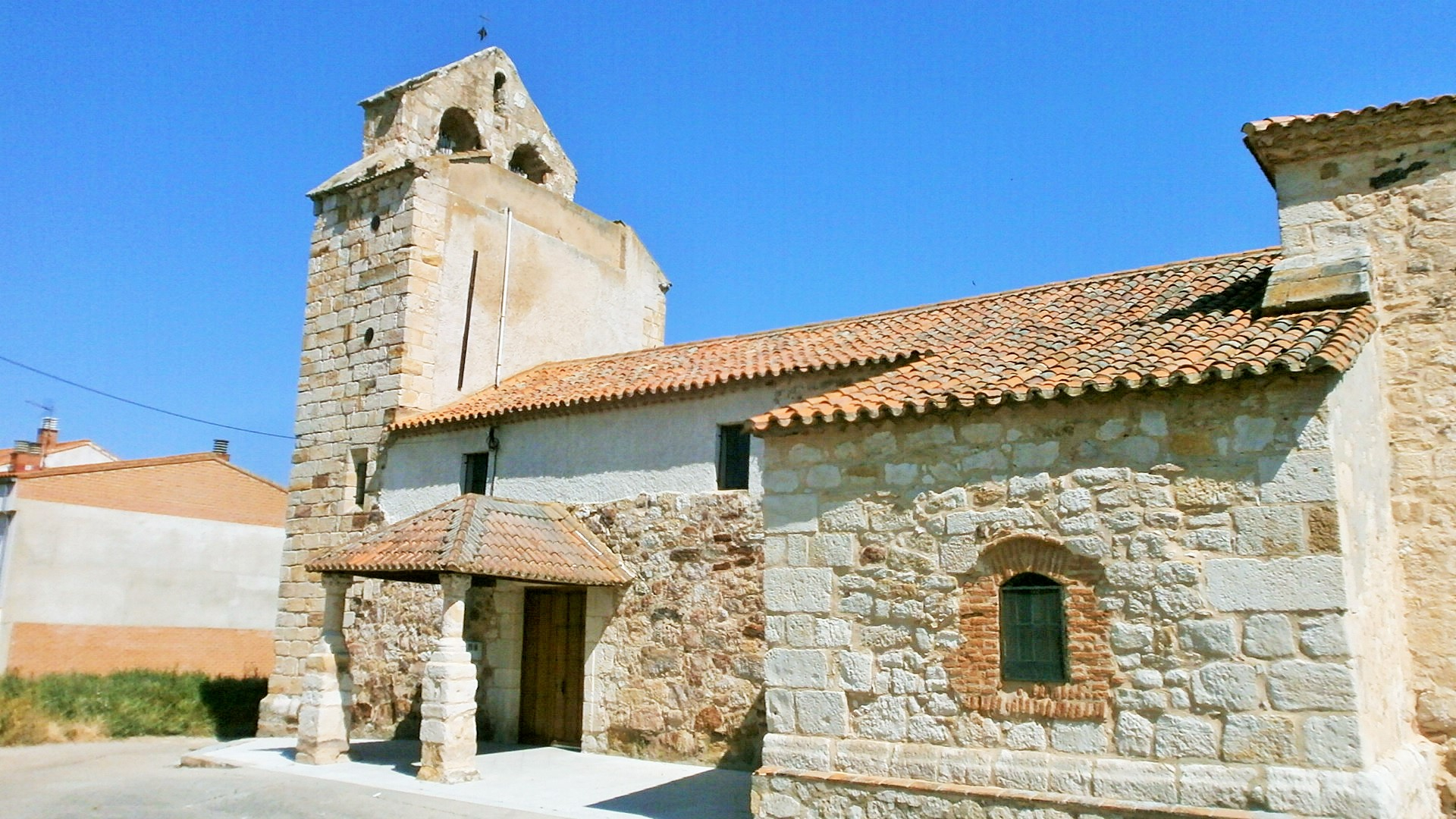
Kirche Mariä Himmelfahrt
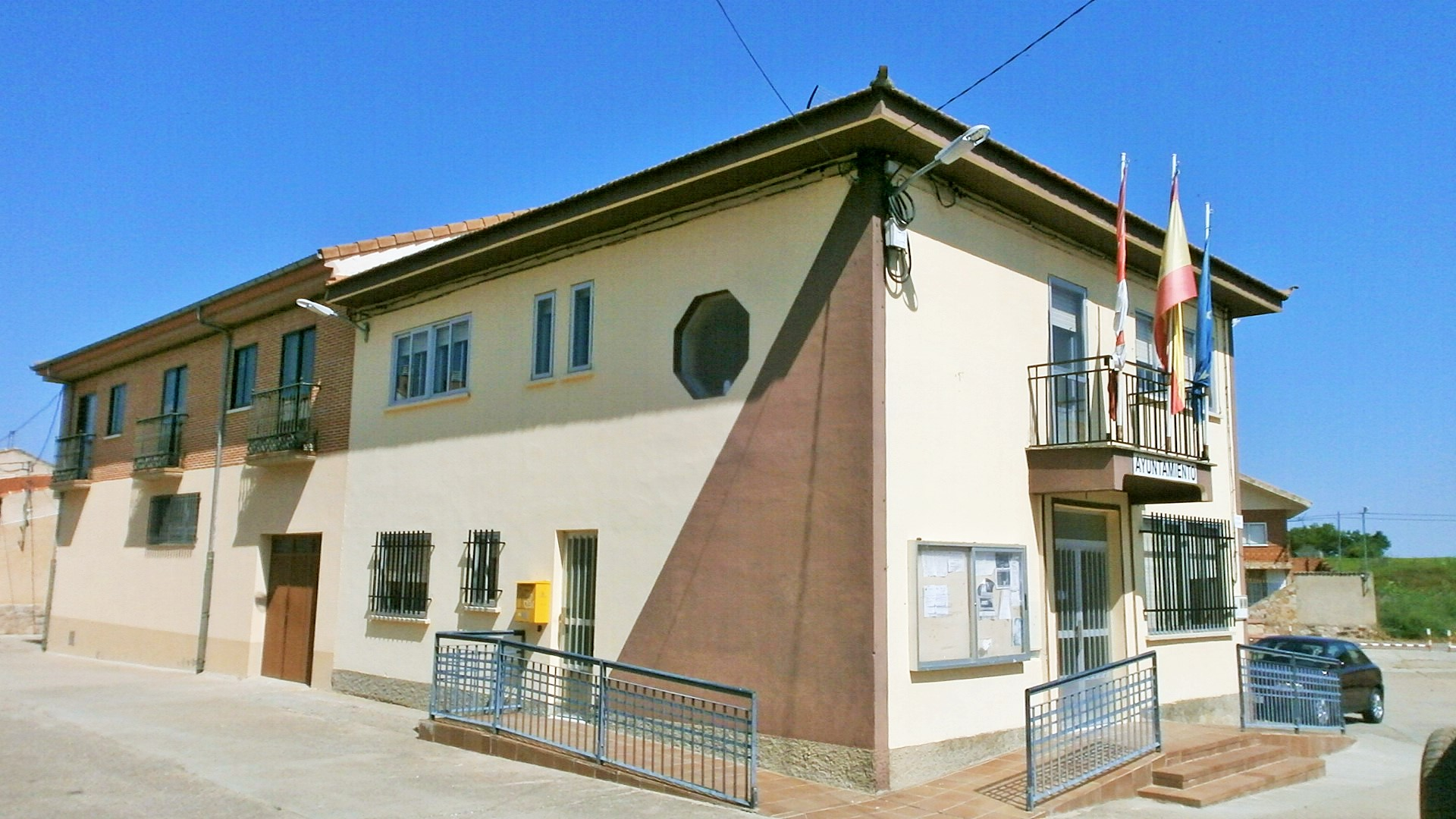
Rathaus